# SK Schwadorf
Maillots
Le SK Schwadorf était un club autrichien de football basé à Schwadorf. Il est fondé en 1936 et fusionne avec l'Admira Wacker en 2008. Il remporte un titre de champion en 1947.

## Historique
- 1936 : Fondation de l'ASK Schwadorf

## Palmarès
- Ligue Régionale : 2007